# Пионерский (город)
Пионе́рский (до 1947 года — Нойку́рен, нем. Neukuhren) — город в Калининградской области России.
Курорт и морской порт. В городе находится государственная резиденция Президента Российской Федерации «Янтарь».

## География
Город расположен на побережье Балтийского моря, на Калининградском (Самбийском) полуострове, к северо-западу от областного центра, города Калининграда.

## Статус и самоуправление
В рамках административно-территориального устройства является городом областного значения, в рамках организации местного самоуправления образует муниципальное образование Пионерский городской округ как единственный населённый пункт в его составе.
Структуру органов местного самоуправления города (городского округа) составляют:
- окружной Совет депутатов Пионерского городского округа — представительный орган городского округа;
- глава городского округа — исполняет полномочия главы председателя окружного Совета;
- администрация городского округа — исполнительно-распорядительный орган;
- контрольно-счётная палата городского округа — контрольно-счётный орган городского округа.

История статуса
Указами Президиума Верховного Совета РСФСР от 17 июня 1947 года «Об образовании сельских Советов, городов и рабочих посёлков в Калининградской области» и от 25 июля 1947 года «Об административно-территориальном устройстве Калининградской области», Нойкурен был переименован в Пионерский как курортный посёлок в составе Приморского района, создан Пионерский поселковый Совет. 26 декабря 1952 года преобразован в город районного подчинения, создан Пионерский городской Совет. Указом Президиума Верховного Совета РСФСР «Об укрупнении районов Калининградской области» от 1 февраля 1963 года, Пионерский горсовет был передан в подчинение Зеленоградскому горсовету, а Указом Президиума Верховного Совета РСФСР от 12 января 1965 года — в подчинение Светлогорскому горсовету. 22 марта 1993 город Пионерский был выведен из ведения администрации города Светлогорска в самостоятельную администрацию, впоследствии как город областного значения Пионерский и Пионерский городской округ.

## История

### Возникновение поселения
Тевтонский Орден 1254–1466

 Тевтонский Орден 1466–1525 (Во владениях Польского Королевства)

 Герцогство Пруссия 1525–1657 (Во владениях Польского Королевства)

 Герцогство Пруссия 1657–1701

 Королевство Пруссия 1701–1871

 Германская империя 1871–1918

 Веймарская республика 1918–1933

 нацистская Германия 1933–1945

 Советский Союз 1945–1991

 Российская Федерация 1991–настоящее время
Первое упоминание о местности, где расположен Нойкурен относится к 1254 году. Причем в «Хронике» Тевтонского ордена говорится о деревне Рантау (ныне посёлок Заостровье, расположенный в черте города Пионерского). Название «Нойкурен» появляется в исторических документах много позже и трактуется историками по-разному. Одни утверждают, что оно образовано путём слияния двух слов «новый» и «курен» (предположительно так эту местность нарекли тевтонцы отталкиваясь от названия балтийского племени куров-куршей). Согласно другой версии, в основе названия лежит наименование процесса возведения деревянных построек — «буттаскура» — «кура» — «творить», «созидать», то есть, буквально — «новострой»).
Основатели Нойкурен — крестоносцы Тевтонского Ордена пришли на землю пруссов около 1252 года. Сама же история этого древнего края начинается за 4 тысячи лет до тех событий — в начале 2 тысячелетия до нашей эры, когда земли вокруг нынешнего Пионерского были заселены древнейшими предками пруссов. Постепенно здесь формируется культура западнобалтийских курганов. Земля вокруг Пионерского считалась священной, её оберегали, на ней возводили погребальные курганы, некоторые из них до сих пор изучаются учёными. Предметом поклонения у пруссов являлись могучие дубы. Священными считались и дюны вокруг Пионерского. Ведь только здесь находится скопление источников с кристально чистой питьевой водой. Дюны воспринимались как область, близкая к загробному миру, откуда в мир людей поступает священная вода. В окрестности, привлекаемые возможностью промысла янтаря, прибывали поселенцы, которых некоторые учёные считают далёкими предками современных славян. В начале нашей эры пруссы впервые начали добывать янтарь карьерным способом и заложили городище Рантава.
О заселении данной территории в древности свидетельствует наличие многочисленных памятников археологии различных периодов: курганы эпохи бронзы у посёлка Заостровье, могильник II—VIII веков «Доброе», на котором было найдено святилище конца III тысячелетия до н. э., селище VII—XII веков в черте города, городище «Хелле» X—XIII веков к востоку от города, на мысу при впадении ручья в речку Забаву и другие (обследованы В. И. Кулаковым в 1975 году).

### После нашествия чумы
Местечко потеряло почти всех своих обитателей в 1709 году вследствие чумы. Уже в конце XVIII века в Нойкурене снова насчитывалось 107 жителей, проживавших в 16 домах, а в 1858 году в деревне имелось 39 домов и 140 жителей. Быстрое развитие Нойкурена от рыбацкой деревни до часто посещаемого места отдыха было вызвано прежде всего основанием в 1816 году курорта в Кранце. Многие Кёнигсбергские семьи стали посещать относительно удобно расположенный Нойкурен. Поскольку в Нойкурене тогда не было колодцев (воду получали из цистерн), то необходимо было отдельно договариваться о её покупке, что повышало цену проживания.
В 1837 году Нойкурен становится известным бальнеологическим курортом для семейного отдыха. Первые четыре здания курортного комплекса основал в посёлке коммерсант Дуглас, ранее занимавшийся янтарными разработками. Запасы янтаря истощились, и он начал курортный бизнес.

### Город в начале XX века

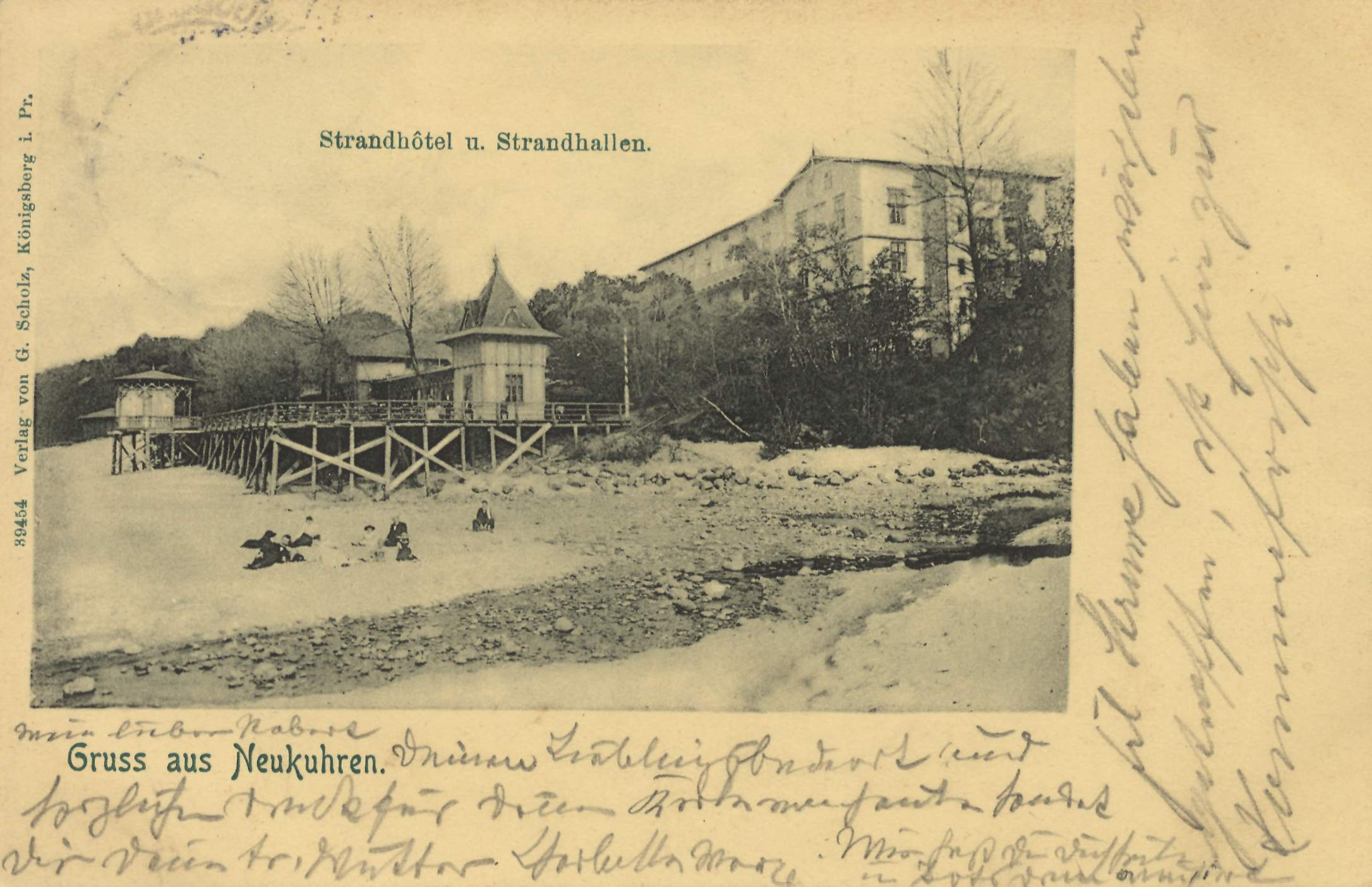
Штрандотель 1907.

Путешествие в Нойкурен до постройки железной дороги на Замланде было достаточно обременительным. Открытие в 1899 году железнодорожной ветки Кёнигсберг — Нойкурен — Варникен послужило причиной резкого увеличения количества отдыхающих в Нойкурене. Например, в 1926 году таковых насчитывалось до 5 тысяч за сезон.
В 1900 году введены две железнодорожные ветки: до Кёнигсберга и Кранца (нынешний г. Зеленоградск). В 1900 году в Нойкурене родился композитор Герберт Бруст (Herbert Brust 1900—1968), автор гимна Восточной Пруссии — «Ostpreussenlied».
В 1902 году в заливе Вангер строится рыбный порт, организована зона лососёвого нереста.
В 1906 году строятся 15 берегозащитных сооружений («волнорезов») для укрепления пляжей.
Непосредственно после открытия обеих железнодорожных веток (вторая — до Кранца — была построена в 1907 году) рост посещения Нойкурена отдыхающими стал ещё более заметным. Вскоре появились новые загородные дома и гостевые дворы. Самый крупный из них — Штрандотель («Отель на побережье») — после строительства сгорел, от него сохранился только Штрандхалле («Зал на побережье»). Также и рихтерский гостевой дом сгорел в 1905 году, но уже через полгода община приобрела участок рядом с садами, чтобы на этой площади до весны 1907 года возвести курхаус, который позднее приобрёл славу одного из красивейших зданий Замланда. Община и меценаты, покровительствовавшие курорту, несли расходы совместно.
В 1920-х годах, в силу изменившейся политической и экономической ситуации, курхаус оказался малодоходным для Нойкуренской общины.

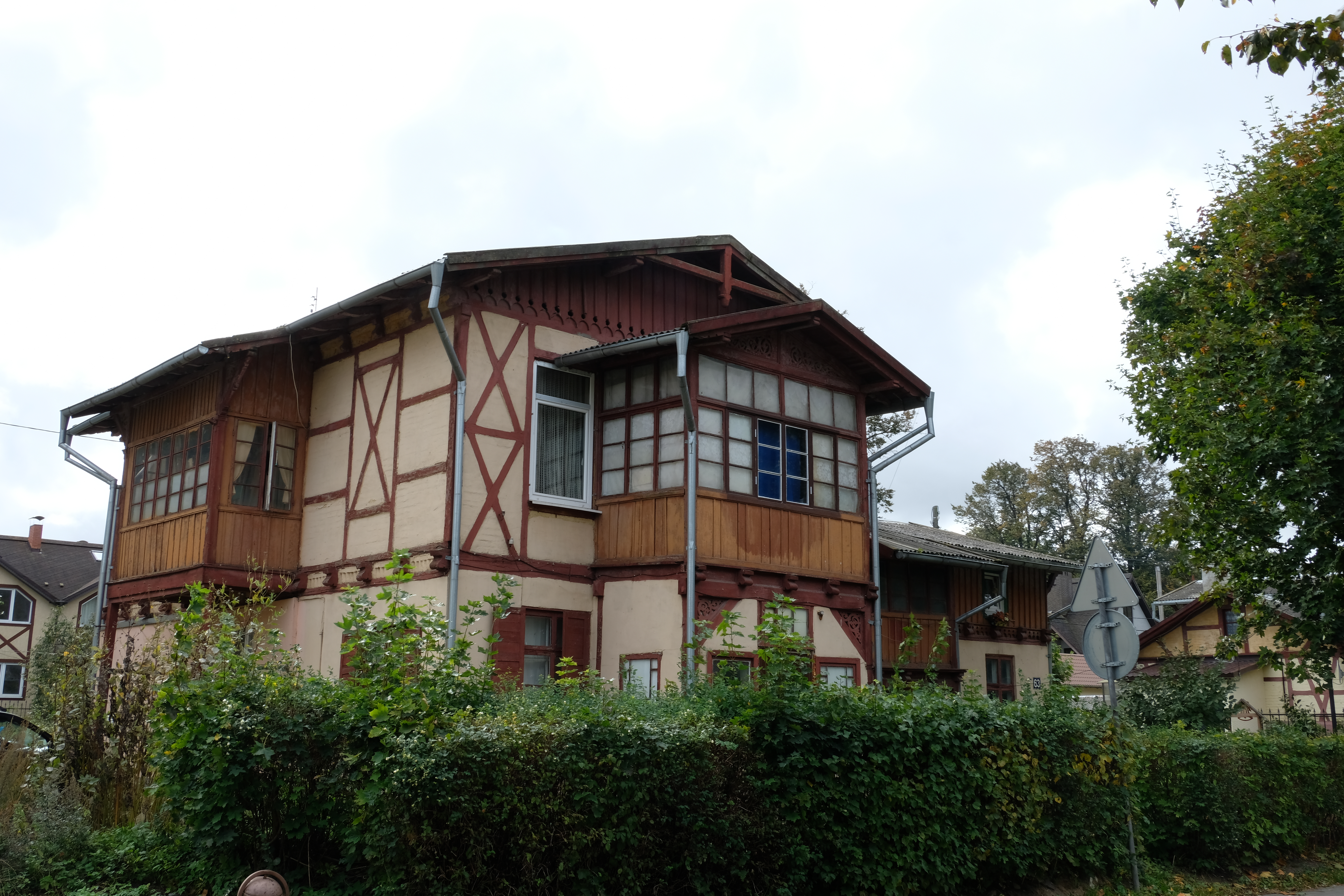
Один из домов довоенной постройки (ул. Комсомольская)

Среди прочих общественно значимых сооружений Нойкурена необходимо назвать заложенную в 1913 году газовую станцию и водопровод. Прежде в летние месяцы богослужение проводили в зале курхауса или в его садовых сооружениях; позже Кёнигсбергские пасторы читали проповеди каждое второе воскресенье летом в курхаусе, а зимой в Доме императрицы Августы Виктории. Стремление к отделению от основной церкви Санкт-Лоренца было ярко выражено: в Нойкурене было предусмотрено строительство церкви и даже определено место для неё, но Первая мировая война нарушила эти планы.
Активную деятельность по улучшению ландшафта Нойкурена проводило совместно с администрацией общины общество ландшафтных дизайнеров. Оно ухаживало за сооружениями Зееберга (в настоящий момент Чехия). Ландшафтным дизайнерам Нойкурен обязан также приобретением в 1919 году небольшого соснового леса, который был объявлен заповедным памятником природы. Общество инициировало принятие местных регламентов, по которым всем домам предписывалось иметь палисадник и определялся порядок охраны старых древесных посадок, — все это должно было сохранить характер города-сада.
В районе вокзала по направлению к берегу моря вскоре была построена целая колония вилл. Среди отелей выделялся Курхаус с морским аквариумом, включавшим 34 отдельных аквариума с морскими растениями, рыбами и животными. Кроме того, в Нойкурене в 1926 году было ещё пять отелей и четыре пансионата, а в 1935 году — шесть пансионатов и столько же отелей. Среди известных архитекторов, работавших в Нойкурене и его окрестностях, — К. Фрик, М. Шёнвальд и другие.

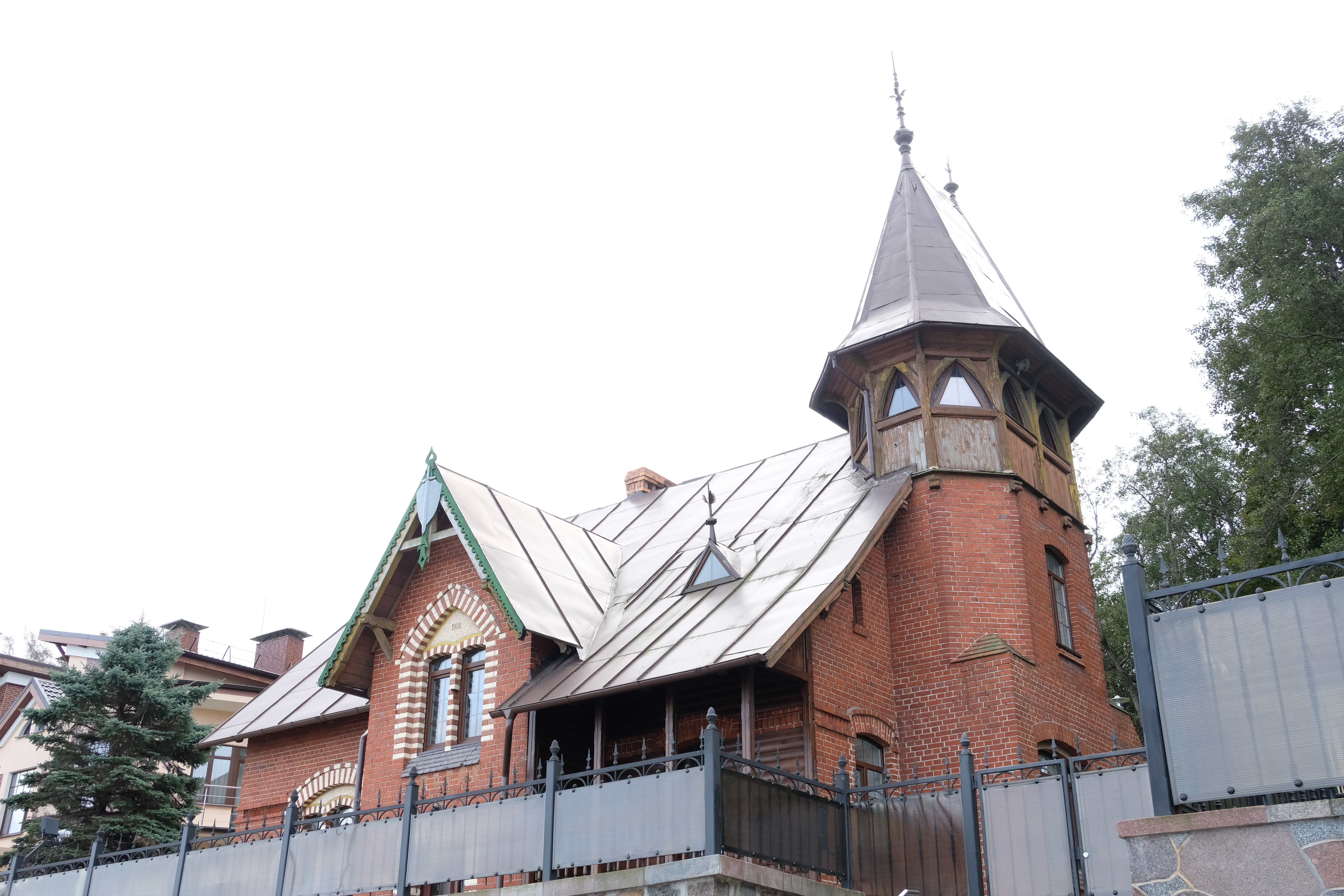
Административное здание порта Нойкурен (Современное состояние)

Несмотря на бурное развитие Нойкурена как курорта, он сохранял рыбацкую специализацию, хотя замландское побережье не всегда благоприятствовало рыболовству. Например, в течение 1886—1896 годах нойкуренцы потеряли вследствие штормов один пароход, одно парусное судно, четыре лососёвых бота, 32 рыбацкие лодки и четыре иных транспортных средства.
Когда в 1890-х годах начали планировать возведение защитного порта-убежища на замландском побережье, выбор пал на Нойкурен. Тут были выстроены два мола длиной от 300 до 400 м. В то время этот небольшой рыболовецкий порт был единственным на морском побережье от Пиллау через Брюстерорт до Мемеля. Глубина гавани составляла 3,5 м и была пригодна для малых пароходов. К сожалению, введённый в 1904 году в эксплуатацию порт оказался опасен для захода судов при сильном ветре. Пришлось вложить дополнительные средства для оборудования порта в безопасное убежище для судов. Несмотря на свои недостатки, порт все же оказал большую поддержку морскому рыболовству. Кроме прочего, к нему было приписано двадцать моторных лодок, которые в иные годы имели весьма прибыльный улов.

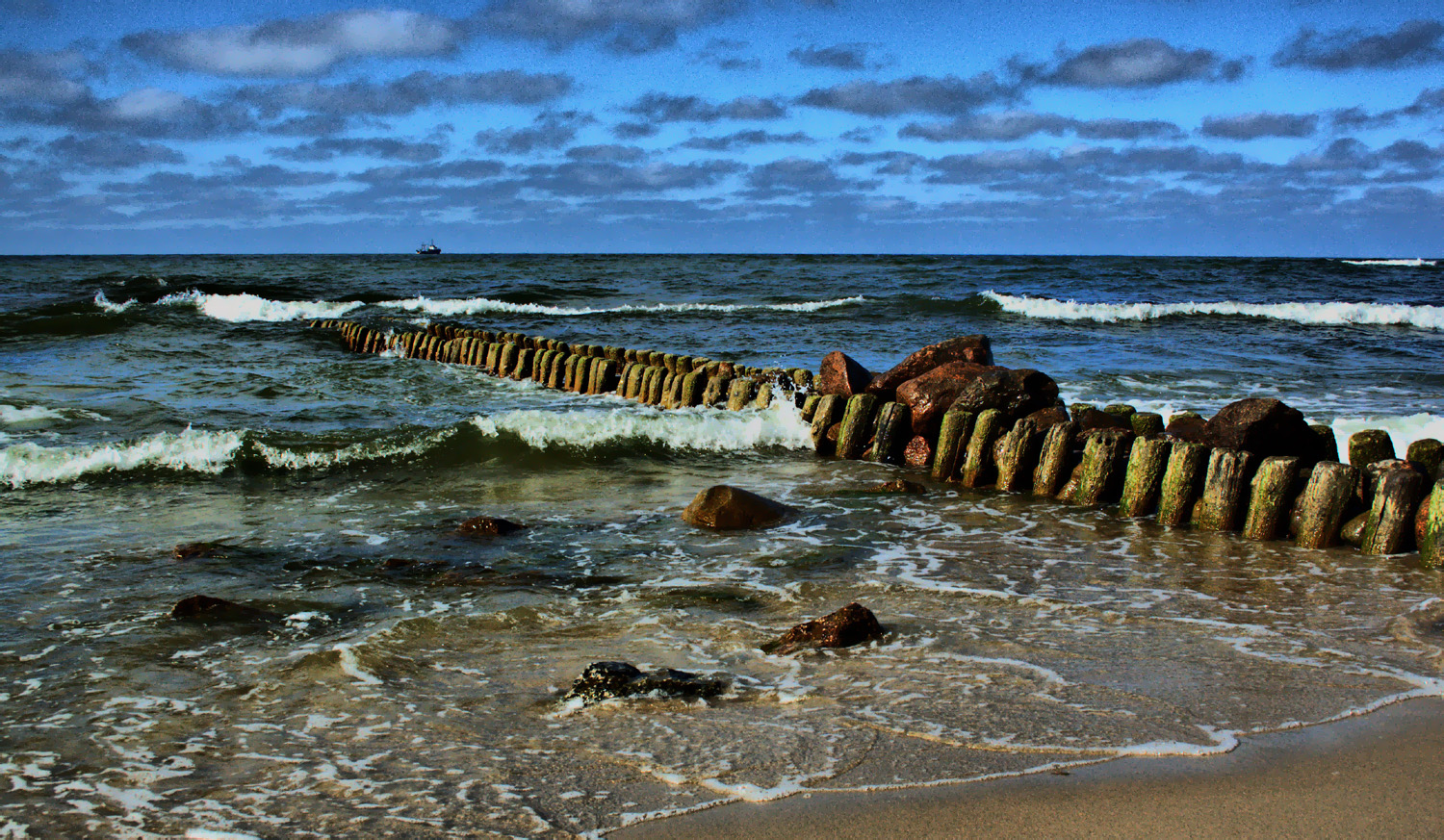
Старые волнорезы

Рядом с нойкуренским ущельем Хайнрихсшлухт находились янтароносная жила и карьер по добыче янтаря. На его отвалах были построены здания портового строительного ведомства, а в 1921 году появилось семь сдвоенных домов рыбацких колонистов.
Значительным предприятием для защиты морского берега Нойкурена стало начатое в 1906 году строительство пятнадцати длинных бун (волнорезов) двенадцать из них должны были содержаться государством, а три — общиной. Буны благоприятно повлияли на расширение пляжной полосы, которая достигла ширины примерно 100 м и оказалась самой широкой на всем замландском побережье. К достоинствам Нойкурена относились также красивый вид на гавань, много игровых и теннисных площадок, природный заповедник в долине Лососёвого ручья. Из-за превосходной минеральной воды курорт особенно ценили больные сахарным диабетом, а морские купания и спокойная тихая жизнь в этом небольшом курортном городке прописывались врачами людям, страдающим нервными заболеваниями.
В 1910 году построен кургауз (ныне санаторий «Пионерск») — центр курортной жизни посёлка. К услугам отдыхающих были многочисленные игровые, бильярдные и купальные залы, несколько десятков аквариумов с флорой и фауной Балтийского моря.
В 1924 году закончено строительство закрытой молами гавани морского порта.
В 1935 году на окраине посёлка выстроили наземный аэродром, чьи вспомогательные службы растянулись от Нойкурена до Рантау (в черте современного города Пионерского). Казарменные здания аэродрома использовались как место расквартирования полка военной авиации, здесь же размещалась школа пилотов. С 15 октября 1940 года в школе 10-го авиационного учебного полка Люфтваффе начал осваивать азы военного летного мастерства будущий немецкий ас, мировой рекордсмен по количеству воздушных побед, Эрих Хартманн.
Все эти изменения в жизни прежней тихой рыбацкой деревни привели к тому, что количество местных жителей увеличилось с 1030 человек в 1935 году до 3 тысяч — в 1942 году. Нойкурен относился к району Замланд правительственного округа Кёнигсберг.

### В конце Второй мировой войны

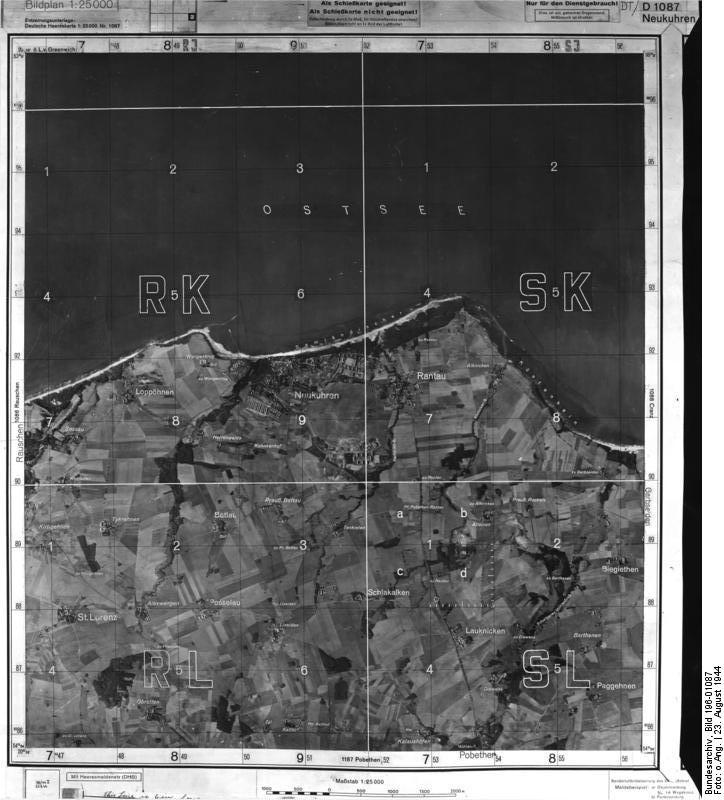
Вид с воздуха на Нойкурен, 23 августа 1944 год.

На начало января 1945 года на аэродроме Нойкурен базировались 26 самолётов Ju-52, 6 самолётов FW-190, 2 самолёта FW-200, 3 самолёта He-111, 4 самолёта Me-109, 1 самолёт Fi-156. 18 января 1945 года группа из четырнадцати советских штурмовиков Ил-2, возглавляемая гвардии капитаном В. А. Алексенко, атаковала с воздуха аэродром Нойкурен и уничтожила на нем 8 самолётов противника. 19 марта 1945 года на траверзе Нойкурена советскими летчиками-торпедоносцами под командованием гвардии майора В. А. Меркулова был атакован караван судов противника и затоплен транспорт водоизмещением 10 тыс. тонн.
Нойкурен был занят частями 292-го и 576-го стрелковых полков 115-й дивизии (генерал-майор А. П. Блинов) днём 14 апреля 1945 года. Город обороняла отступившая к Нойкурену 551-я пехотная дивизия вермахта. Однако в результате умелых действий личного состава 115-й дивизии при минимальных потерях (все девять дивизий 2-й гвардейской армии потеряли за 14 апреля 94 убитыми) только в одном Нойкурене было взято в плен более 500 немецких солдат и офицеров. В тот же день частями 292-го полка был взят и город Раушен. Образцовые действия 115-й Холмской Краснознамённой дивизии стали примером прорыва подготовленной обороны противника и стали предметом изучения в военной науке.
В современном Пионерском увековечены имена героев войны, сражавшихся в небе над Балтикой. Среди них Н. Ф. Афанасьев, Э. Г. Гептнер, А. Я. Ефремов, П. А. Колесник, В. А. Меркулов, А. И. Рензаев, С. И. Смольков, П. Ф. Стрелецкий, А. П. Чернышёв, И. Г. Шаманов и др.

### Советская история

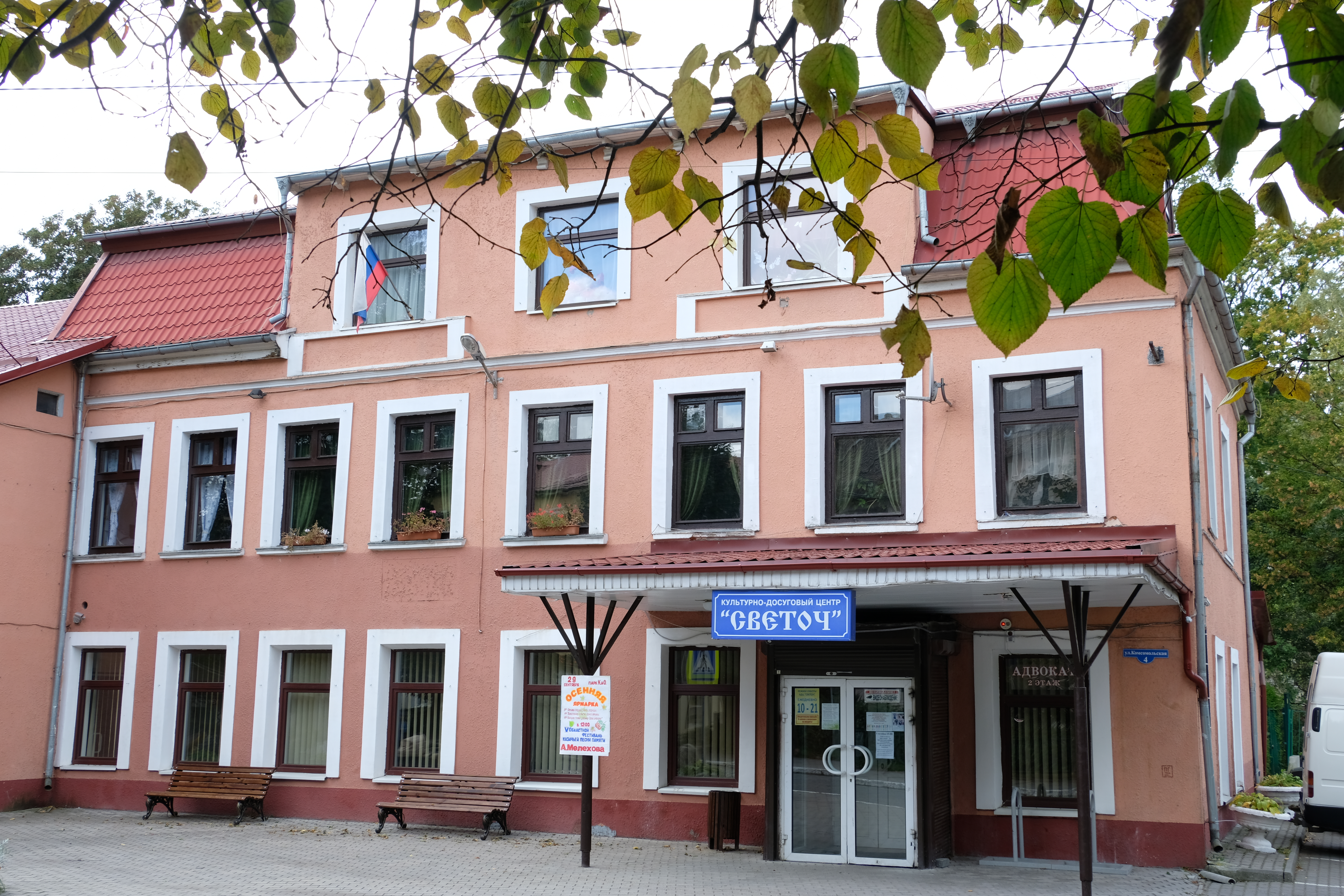
Культурно-досуговый центр «Светоч» (ул. Комсомольская)

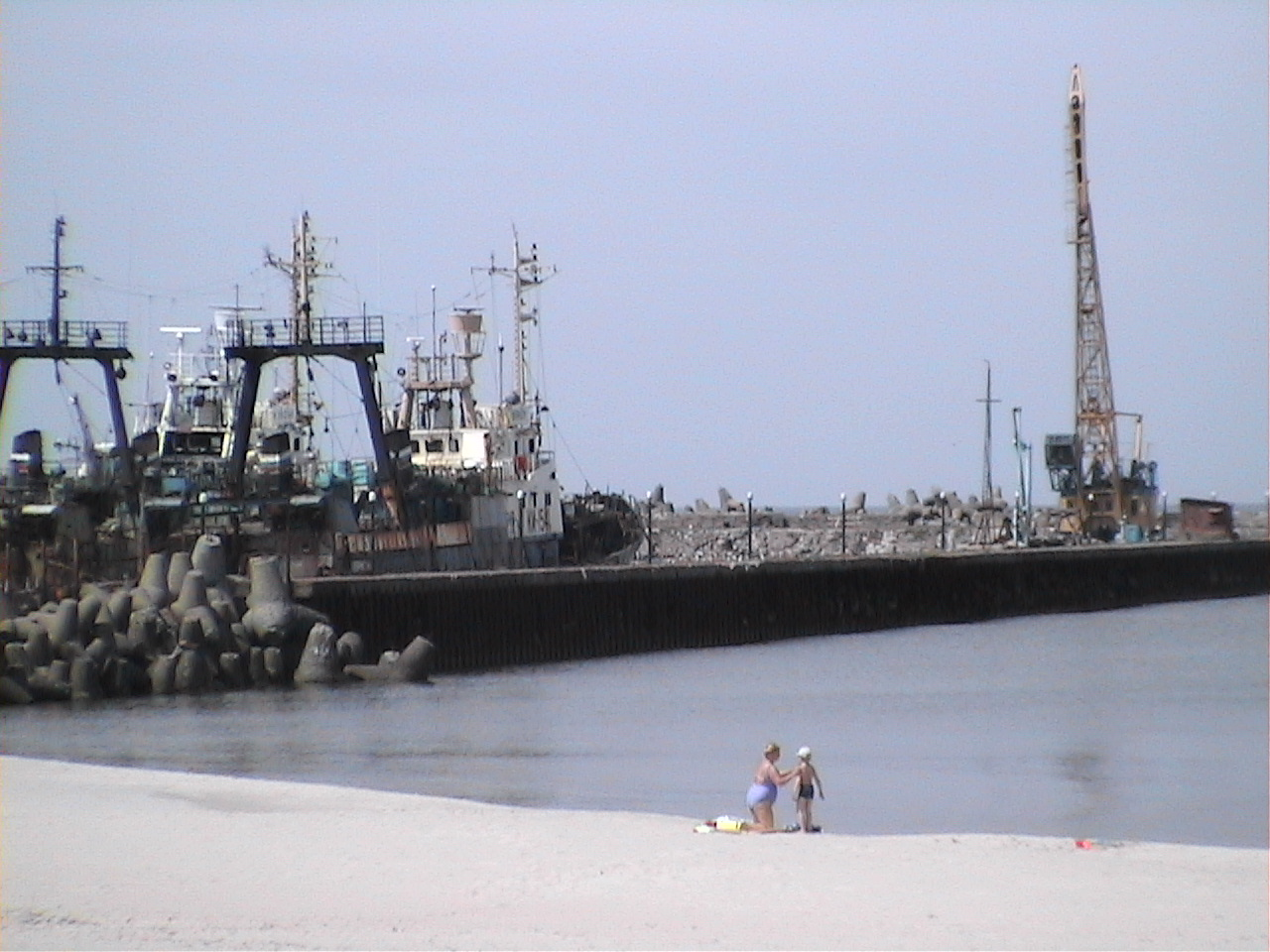
Мол морского порта Пионерского

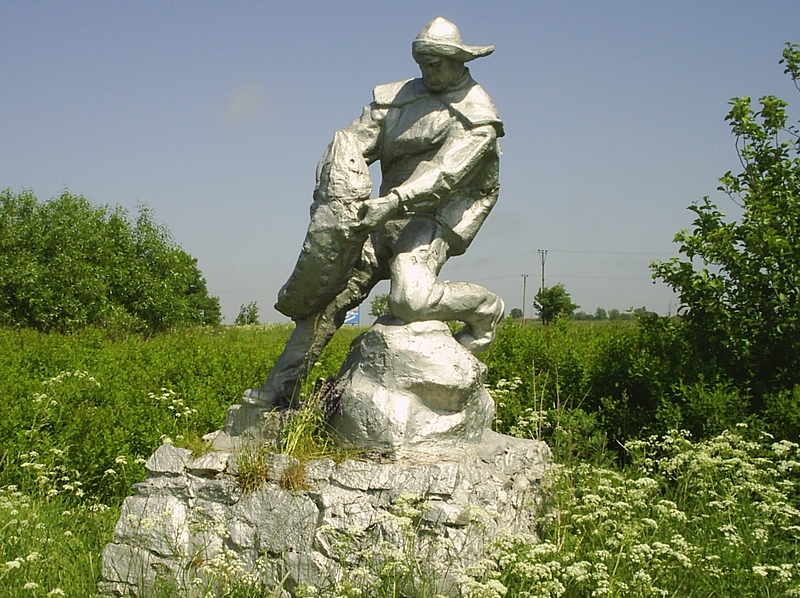
Скульптура «Рыбак на промысле». Символ Пионерского эпохи СССР

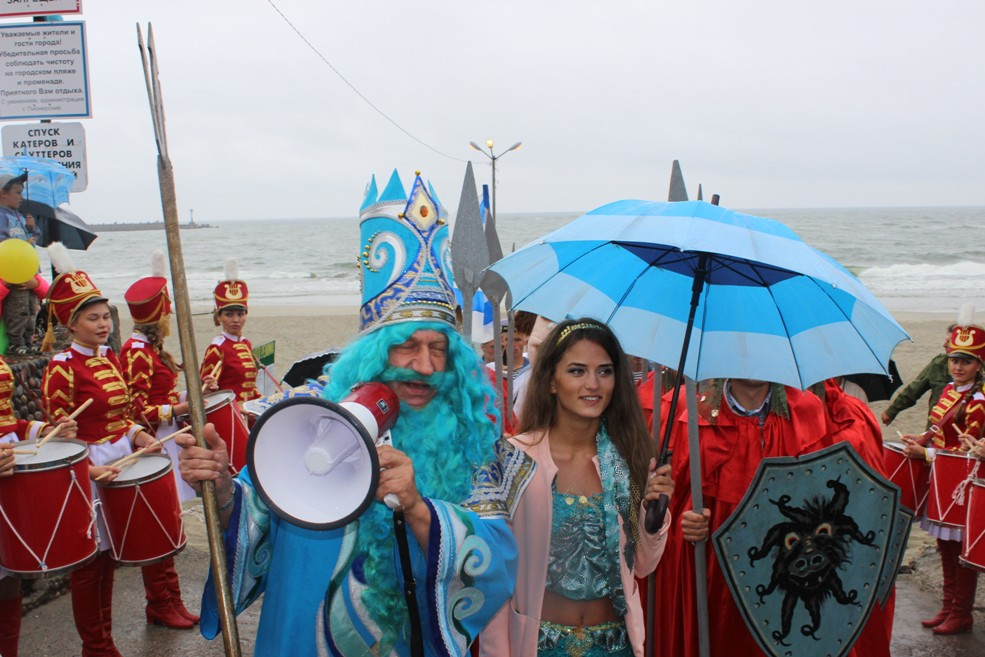
Празднование Дня Рыбака

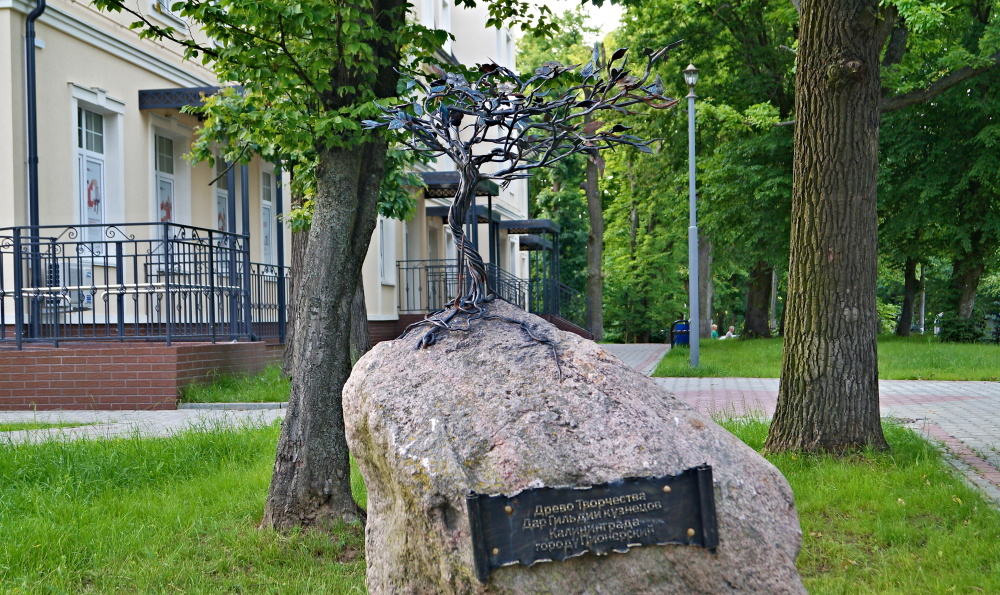
Древо Творчества. Подарок от Гильдии кузнецов Калининграда

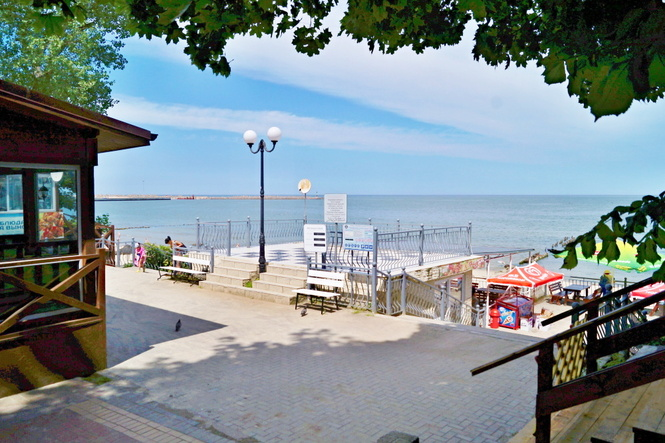
Спуск на променад

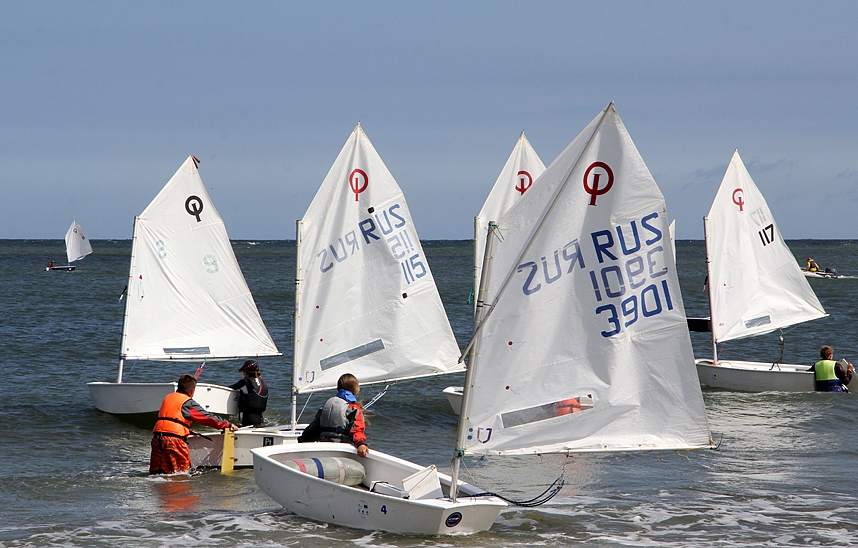
Учебно-тренировочные сборы для юных яхтсменов

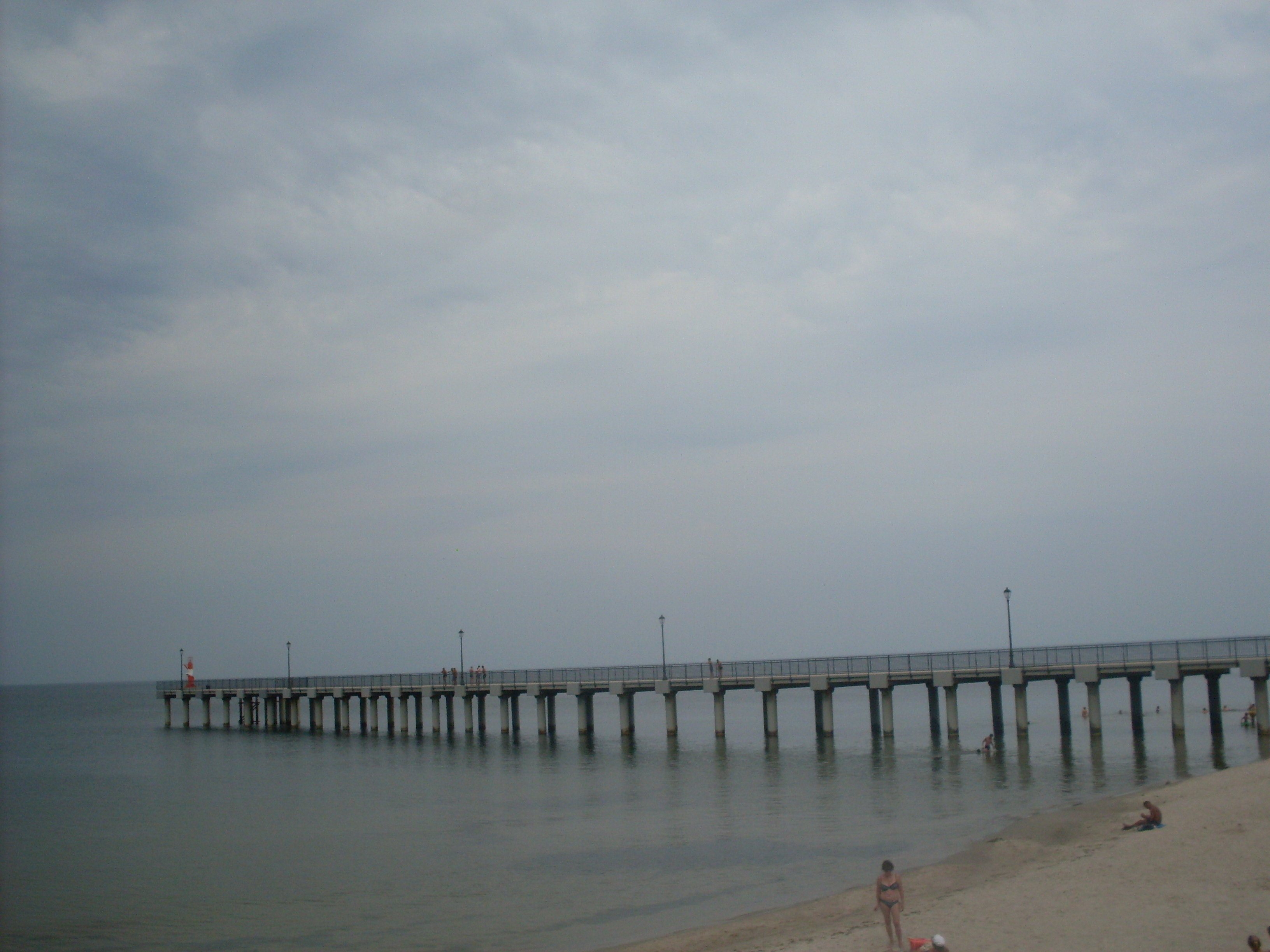
Пирс возле государственной резиденции

Курорт Нойкурен незначительно пострадал в ходе боевых действий. Указами Президиума Верховного Совета РСФСР от 17 июня 1947 года «Об образовании сельских Советов, городов и рабочих посёлков в Калининградской области» и от 25 июля 1947 года «Об административно-территориальном устройстве Калининградской области» было закреплено его переименование в «курортный посёлок Пионерский» который вошёл в состав Приморского района. Городом Пионерск станет спустя пять лет, хотя облисполком уже августе 1950 года, в связи со значительным развитием хозяйства и увеличением населения в курортном посёлке, обращался в Президиум Верховного Совета РСФСР с просьбой отнести Пионерск к числу городов районного подчинения.
В 1947 году создаётся Пионерский поселковый Совет, находившийся в подчинении Приморского райсовета. Первостепенной задачей органов местной власти было налаживание городского хозяйства. И хотя с осени 1946 года здесь уже работает детский (первоначально костно-туберкулёзный) санаторий Министерства здравоохранения РСФСР (предположительно, именно его «детский» профиль и определил выбор названия посёлка), о каком-либо ином развитии курортной темы речи не было.
По состоянию на сентябрь 1947 года существовала железнодорожная станция и незамерзающая гавань, работал (с июля 1945 года) рыбообрабатывающий завод.
В 1947 году из состава рыбообрабатывающего завода в самостоятельное предприятие было выделено Управление тралового флота (УТФ) — предприятие, на долгие годы определившее жизнь Пионерска и его жителей. Одновременно с ним на месте гавани был создан морской порт, строительство объектов которого развернулось в 1948 году.
Основной задачей УТФ был лов рыбы. В 1948 году предприятие располагало 61 судном-тральщиком, на нём работало 456 человек. Улов за первый год существования УТФ составил 40 тысяч центнеров, что было успешным результатом. В 1951 году флот предприятия пополнился средними рыболовным траулерами, на которых осуществлялся выход в воды Атлантики.
26 декабря 1952 года, курортный посёлок Пионерский был преобразован в город районного подчинения, по-прежнему находившийся в составе Приморского района. В 1953 году состоялись первые выборы в городской Совет депутатов трудящихся — в результате был избран пионерский горисполком в составе 9 человек.
Жизнь горожан тех лет осложняли недостаток воды (проблема водоснабжения была снята лишь к 1955 году) и электроэнергии, фактическое отсутствие торгующих организаций, изношенность жилищного фонда и т. д. В первой половине 1950-х годов в городе появились конторы горводоканала и благоустройства, были открыты начальная школа, баня, детский сад на 100 мест, построено более 50 домов. Осуществлены радиофикация города реконструкция электросетей, запущены две артезианские скважины, полным ходом шли работы по обустройству рыбного порта. A единственными торговыми точками в городе ещё долгое время оставались магазины Пионерского рыбного кооператива. Сеть учреждений здравоохранения к середине 1950-х состояла из врачебного пункта, СЭС и открывшейся ещё в марте 1948 года, больницы на 15 коек с родильным отделением.
К концу 1950-х годов в нём имелось все для вполне комфортного проживания: больница, средняя, вечерняя и заочная школы, три детских сада, детские ясли, две библиотеки, гостиница, шло строительство столовой и ресторана. Отдых горожан обеспечивал Дом культуры моряков со зрительным и танцевальным залами. Были отремонтированы автодороги Зеленоградск — Романово — Пионерск и Светлогорск — Пионерск. Была налажена транспортная связь и с областным центром.
В начале 1960-х годов город заметно преобразился: был благоустроен парк, разбиты цветники, высажено большое количество зелёных насаждений. По санитарному состоянию Пионерск выходил на первое место среди городов Зеленоградской зоны.
В 1963 году Управление тралового флота переименовано в Пионерскую базу океанического рыболовного флота (ПБОРФ). База на момент создания располагала промысловым флотом в составе 75 судов, её улов в 1963 году составил 613 тысяч центнеров, а численность работников — 1787 человек.
Согласно Указу Президиума Верховного Совета РСФСР «Об укрупнении районов Калининградской области» от 1 февраля 1963 года, Пионерский горсовет был передан в подчинение Зеленоградскому горсовету. А через два года, согласно Указу Президиума Верховного Совета РСФСР от 12 января 1965 года, — в подчинение Светлогорскому горсовету. Все последующие десятилетия советской эпохи (вплоть до 1993 года) Пионерск будет входить в Светлогорскую курортно-промышленную зону.
Решением облисполкома в 1963 году были утверждены границы города, а в 1965 году — проект планировки Пионерска (проект детальной планировки будет утверждён в 1971 году). В документе предлагалось разделение города на южный жилой район, где бы проживала большая часть населения, и центрально-курортный, с организацией жилых районов и микрорайонов. План определял рост численности населения города на перспективу до 20 тыс. человек. Площадь города на тот момент составляла 7 км².
В шестидесятых много внимания уделялось развитию социальной сферы и улучшению культурно-бытового обслуживания населения. В эти годы открылись городской Дом культуры и музыкальная школа; новый магазин «Кулинария и полуфабрикаты», был введён в строй после реконструкции Межрейсовый дом отдыха рыбаков, при больнице был организован пункт «Скорой медицинской помощи»; сдана в эксплуатацию железнодорожная ветка «Калининград—Пионерский курорт», газифицирован ряд домов. Открываются новые торговые павильоны для продажи овощей, соков, мороженого. Торгующей организации города — рыбкоопу — в 1966 году присуждается переходящее Красное знамя республиканской потребкооперации. Проблем со снабжением населения товарами к этому времени уже нет.
К середине 1960-х годов улучшилось и бытовое обслуживание населения. Комбинат бытового обслуживания мог предложить жителям услуги ателье, парикмахерской, часовой и сапожной мастерских, фотографии.
Несмотря на наличие детского ортопедического санатория, бывшего одним из крупнейших учреждений страны своего профиля (в котором провёл много операций известный хирург М. Б. Дрибинский), Пионерский очень мало общего имел с тем, что принято понимать под словом «курорт». Конечно, здесь всегда были широкий пляж и море. Но ещё располагались пограничники, несколько воинских частей, школа авиационных механиков (позднее — школа младших авиационных специалистов). И даже выход в 1971 году постановления Совета Министров РСФСР о присвоении Пионерску статуса курорта республиканского значения слабо повлиял на формирование здесь условий для организованного отдыха. Пионерск, конечно, продолжал обустраиваться, но это было развитие социальной и культурно-бытовой инфраструктуры скорее города рыбаков и военных, чем курорта. В начале 1970-х гг. были построены новая больница на 120 мест, оснащённая современным медицинским оборудованием, аптека, кинотеатр «Маяк», пункт ремонта сложной бытовой техники, завершено строительство нового здания музыкальной школы. Из «курортных» мероприятий можно назвать обустройство пляжа, строительство танцплощадки, открытие городского парка, появление детских аттракционов, активное озеленение города.
Главные достижения пионерцев были связаны с развитием рыболовства. В 1970-х годах Пионерская база океанического флота становится известной далеко за пределами области. На тот период она была крупнейшим рыбоперерабатывающим предприятием страны, её суда вели промысел по всей Атлантике и в некоторых районах Тихого океана. Трижды в 1977 году её коллективу присуждалось первое место во Всесоюзном социалистическом соревновании и переходящее Красное знамя Министерства рыбного хозяйства СССР и ЦК профсоюза работников пищевой промышленности.
Восьмидесятые были годами поступательного развития Пионерска. Полным ходом шло строительство объединённых очистных сооружений с биологической очисткой для трёх курортных городов побережья. Было принято решение вывести из строя 30 маленьких городских котельных, построив одну, работающую на газе. Проложен водопровод протяжённостью 1200 метров, завершилась реконструкция ресторана «Дельфин», а в 1980 году Пионерский стал одним из пунктов маршрута 1400-мильной гонки яхт на кубок Балтийского моря (Ленинград — Таллин — Пионерский — Рига). Город становился все более привлекательным для жизни, однако городское население росло медленно: в 1989 году в Пионерском проживало около 12 тыс. человек (при незначительном увеличении площади до 7,7 км²). Градообразующим предприятием оставалась Пионерская база океанического флота, которая к своему сорокалетию превратилась в крупное рыбодобывающее и рыбоперерабатывающее предприятие Западного бассейна, в который входили Ленинградская область, Литва, Латвия и Эстония. В 1987 году ПБОРФ владела рыболовным флотом в 90 единиц, трудовой коллектив состоял из 5413 человек, объём добычи рыбы составлял 184 тыс. тонн в год, производство рыбопродукции — 123 530 тонн за год.

### Новейшая история
Новое десятилетие жители города встретили попытками «самоопределиться». Сначала в 1990 году депутатами горсовета были поставлены вопросы об изменении статуса города и о выходе Пионерского горсовета из подчинения Светлогорскому городскому Совету народных депутатов. В следующем году было принято решение «О предоставлении городу Пионерскому статуса города областного подчинения», предусматривавшее обращение в Светлогорский городской Совет с просьбой делегировать Пионерскому горсовету надлежащие полномочия, а в облисполком — с просьбой предоставить Пионерскому статус города областного подчинения. 12 июня 1991 года был проведён городской референдум, на котором 80 % населения проголосовали за административную самостоятельность города.
В рамках реформирования системы управления городом в 1992 году был назначен первый глава администрации города Пионерского — П. В. Доронин; исполком Пионерского городского Совета народных депутатов был упразднён. Городской Совет продолжал функционировать, став с 1993 года исключительно представительным органом местного самоуправления; и в этом же году Пионерский получил самостоятельность, став городом областного подчинения. В 1996 году был закреплён статус города как административно-территориальной единицы Калининградской области — муниципального образования «Город Пионерск».
В этот период горожане столкнулись с весьма серьёзными проблемами, связанными, прежде всего, с положением на градообразующем предприятии — базе океанического рыболовного флота. В 1990-е годы предприятие акционировалось, получив название АО "Пионерская база «Океанрыбфлот». Но, не получая дотаций государства на ведение промышленного рыболовства в отдалённых районах промысла, предприятие становилось убыточным и вскоре распалось на ряд мелких организаций негосударственной формы собственности. Жизнь в городе замерла: появились долги по зарплате, приостановилось строительство некоторых важных для города объектов — долгожданного променада, спортивного комплекса и др.
Вместе с тем в 1990-е годы жизнь города наполнилась событиями иной тональности. Так, ещё в 1985—1992 годах на окраине Пионерска, на «Горе Великанов» — древнейшем месте захоронения пруссов — работала Балтийская экспедиция Института археологии Академии наук СССР. Её находки оказались очень ценными: некоторые датировались IV—V веками до н. э. Основной массив находок был передан в Калининградский областной историко-художественный музей, а находки, которые происходили из погребений, ранее разграбленных «чёрными копателями», были подарены городу. Первого декабря 1993 года состоялась презентация городского историко-археологического музея «Рантава» (по старинному названию этого места), основную часть экспозиции которого составили уникальные археологические находки.
В 2000-е годы в Пионерске понемногу стало оживать производство. Конечно, до былых масштабов было далеко, но все же появилась надежда на преодоление депрессии в экономике. Новый импульс получило строительство маломерных судов на ООО «Пионерская судоверфь». Снова заработал порт, на базе которого было создано ЗАО «Порт». Организованное в конце 1990-х на базе отдела добычи базы «Океанрыбфлота» предприятие «Фишеринг сервис» стало успешно развиваться в области производства и поставок промыслового вооружения, орудий лова, общесудового снабжения, уже в 2000-е годы став лидером среди аналогичных производителей не только в России, но и Европе.
В 2004 году муниципальное образование «Город Пионерск» было наделено статусом городского округа (подтверждено областным законом в 2009 года). Исполнительный орган местного самоуправления отныне стал именоваться администрацией Пионерского городского округа. В 2000 году на должность главы местного самоуправления (мэра) была избрана Р. А. Сагаева; представительным органом местного самоуправления стал Совет депутатов Пионерского городского округа (председатель — А. С. Кузин).
Несмотря на все экономические перипетии, ведущее место в промышленном секторе по-прежнему занимала пищевая отрасль: добыча, обработка и переработка рыбы, выпуск консервов, мороженой рыбопродукции. К традиционной рыбопереработке добавилось ещё и производство мясной продукции. Отраслевая занятость городского населения по состоянию на 2007 год была следующей:
- 8 % — пищевая, перерабатывающая промышленность;
- 3 % — производство орудий лова;
- 5 % — организация лова;
- 16 % — торговля и общепит;
- 15 % — образование, культура;
- 13 % — ЖКХ;
- 11 % — обеспечение военной безопасности;
- 5 % — прочее.

В 2000-е годы стала наблюдаться положительная динамика и в сфере жилищного строительства, правда, как правило, коммерческого. За 2005—2007 годы в муниципальном образовании «Пионерский городской округ» в эксплуатацию было введено 29 тыс. км² жилья. Город был обеспечен в полном объёме необходимыми мощностями по электро-, водо-, газоснабжению (сетевой природный газ) и канализации, но требовавшие реконструкции коммунальные сети по-прежнему характеризовались высокой степенью износа.
В Пионерском долгие годы велось строительство променада, выполняющего также берегоукрепительную функцию. Теперь его протяжённость составляет 1,5 км.
В 2009 году в Пионерском начато строительство государственной резиденции Российской Федерации «Янтарь».

## Современная история Пионерска (Калининградская область) 2011—2025
С 2011 года город Пионерск в Калининградской области активно развивается как транспортный, курортный и жилой центр. За это время в городе реализованы масштабные инфраструктурные проекты, расширена транспортная сеть и началось активное жилищное строительство.

### Развитие портовой инфраструктуры
Одним из важнейших инфраструктурных проектов стало строительство морского пассажирского терминала. В рамках этого проекта началась прокладка железнодорожной ветки и автомобильных подъездов к новому терминалу, который рассчитан на приём круизных лайнеров и международных пассажирских перевозок. Строительство, начавшееся в середине 2010-х годов, получило федеральное финансирование и стало частью стратегического плана по развитию транспортной инфраструктуры Калининградской области.

### Новая магистраль со стороны Светлогорска
С целью улучшения транспортной доступности Пионерского и новых объектов, включая терминал, была построена современная магистраль, соединяющая город с курортным Светлогорском. Эта дорога существенно сократила время в пути между населёнными пунктами и обеспечила удобный доступ к побережью. Новая трасса также разгрузила старые транспортные артерии региона.

### Развитие района Рыбного
Значительные преобразования затронули и район Рыбного, расположенный в непосредственной близости от Пионерска. Здесь в 2020-е годы началась комплексная застройка, включающая как малоэтажное жильё, так и объекты инфраструктуры. Район активно осваивается застройщиками, ориентированными как на местное население, так и на приезжих из других регионов России. Рыбное превращается в важную часть курортной агломерации на побережье.

### Жилищное строительство в Пионерском
С начала 2010-х годов в Пионерском ведётся активное строительство современных жилых комплексов. Среди наиболее заметных проектов:
- Жилой комплекс «Парад» — объект комфорт-класса, отличающийся современным архитектурным решением, благоустроенной территорией и близостью к морю. Комплекс ориентирован как на круглогодичное проживание, так и на использование в качестве дачного или курортного жилья.[18]
- Жилой комплекс «Сальвадор» — проект премиум-сегмента, расположенный в живописной части Пионерского. Включает апартаменты с видом на море, частный доступ к пляжу, закрытую территорию и развитую инфраструктуру. Комплекс стал одним из символов элитной застройки побережья Калининградской области[19].

Кроме них, на территории города появляются новые жилые и апарт-комплексы, отели и объекты общественного назначения, что делает Пионерский привлекательным как для жизни, так и для инвестиций.

### Социально-экономическое развитие
В связи с притоком инвестиций и увеличением туристического потока, в Пионерске развивается сфера услуг, туризма и торговли. Укрепляется статус города как одного из ключевых курортных центров на Балтийском побережье России. Создаются рабочие места, увеличивается доходная база местного бюджета, модернизируются объекты социальной инфраструктуры.

## Экономика
Особенностью города является совмещение промышленной и санаторно-курортной зон. Здесь находится единственный в России федеральный детский ортопедический санаторий. Незамерзающий рыбный порт определяет направление производственной деятельности, имеет открытый выход в Балтийское море. Пионерский городской округ — одно из наиболее промышленно развитых муниципальных образований области. Здесь зарегистрированы 87 предприятий промышленности, 41 строительная, 13 транспортных и 74 торговых организации. Ведущее место в промышленности занимает пищевая отрасль: добыча, обработка и переработка рыбы, выпуск консервов, мороженой рыбопродукции, оказание услуг по перевозке грузов, а также производство мясной продукции. Перспективными считаются дальнейшее развитие рыбной и перерабатывающей отраслей, рекреации, а также перевод работы порта на более широкий профиль, в том числе, обслуживание пассажирских судов и яхт.

## Климат
Климат Пионерска переходный от умеренно-морского к умеренно континентальному с мягкой зимой и относительно прохладным летом. В течение года выпадает значительное количество осадков. Классификация климатов Кёппена — Cfb. Среднегодовая температура воды +8,9 °C, воздуха +7,4 °C. Среднегодовая норма осадков — 740 мм.
Самый засушливый месяц — апрель с осадками 35 мм. Большая часть осадков выпадает в август, в среднем 84 мм. Самый теплый месяц года — июль, со средней температурой +17.3 °C. Средняя температура в январе −2.7 °C, это самая низкая средняя температура в течение года.
| Показатель                    | Янв. | Фев.  | Март  | Апр. | Май  | Июнь | Июль | Авг. | Сен. | Окт. | Нояб. | Дек.  | Год  |
| ----------------------------- | ---- | ----- | ----- | ---- | ---- | ---- | ---- | ---- | ---- | ---- | ----- | ----- | ---- |
| Абсолютный максимум, °C       | 9,6  | 6,1   | 14,7  | 19,4 | 25,3 | 27,2 | 32,3 | 31,3 | 26,0 | 17,9 | 12,9  | 9,6   | 32,3 |
| Средний суточный максимум, °C | 1,7  | −0,2  | 5,3   | 9,3  | 15,4 | 18,6 | 21,5 | 21,3 | 17,0 | 11,7 | 6,8   | 3,1   | 11,0 |
| Средняя температура, °C       | −1,3 | −2,6  | 1,7   | 5,3  | 11,5 | 15,3 | 17,3 | 17,3 | 13,5 | 9,2  | 4,4   | 0,6   | 7,7  |
| Средний суточный минимум, °C  | −6,8 | −7,4  | −2    | 3,5  | 8,9  | 12,9 | 15,4 | 14,8 | 11,3 | 5,9  | 0,8   | −5,2  | 4,4  |
| Абсолютный минимум, °C        | −23  | −21,7 | −13,2 | −2,1 | 0,9  | 5,7  | 10,0 | 7,3  | 4,5  | −4,1 | −10   | −22,4 | −23  |
| Источник: ЕСИМО               |      |       |       |      |      |      |      |      |      |      |       |       |      |

| Температура воды у Пионерского | Температура воды у Пионерского | Температура воды у Пионерского | Температура воды у Пионерского | Температура воды у Пионерского | Температура воды у Пионерского | Температура воды у Пионерского | Температура воды у Пионерского | Температура воды у Пионерского | Температура воды у Пионерского | Температура воды у Пионерского | Температура воды у Пионерского | Температура воды у Пионерского |
| Янв                            | Фев                            | Мар                            | Апр                            | Май                            | Июн                            | Июл                            | Авг                            | Сен                            | Окт                            | Ноя                            | Дек                            | Год                            |
| 2,0 °C                         | 1,4 °C                         | 2,1 °C                         | 5,0 °C                         | 9,1 °C                         | 14,1 °C                        | 17,5 °C                        | 18,1 °C                        | 15,4 °C                        | 11,4 °C                        | 7,0 °C                         | 3,8 °C                         | 8,9 °C                         |
| ------------------------------ | ------------------------------ | ------------------------------ | ------------------------------ | ------------------------------ | ------------------------------ | ------------------------------ | ------------------------------ | ------------------------------ | ------------------------------ | ------------------------------ | ------------------------------ | ------------------------------ |

## Население
| 1939    | 1947    | 1959    | 1970    | 1979    | 1989    | 1996    | 1998    | 2000    | 2001    |
| ------- | ------- | ------- | ------- | ------- | ------- | ------- | ------- | ------- | ------- |
| 4779    | ↘828    | ↗7637   | ↗9226   | ↗10 132 | ↗11 635 | ↗11 900 | →11 900 | ↗12 000 | ↗12 300 |
| 2002    | 2005    | 2006    | 2007    | 2008    | 2009    | 2010    | 2011    | 2012    | 2013    |
| ↘11 816 | ↘11 800 | →11 800 | ↘11 700 | →11 700 | ↗11 797 | ↘11 016 | ↘11 000 | ↗11 383 | ↗11 676 |
| 2014    | 2015    | 2016    | 2017    | 2018    | 2019    | 2020    | 2021    | 2023    | 2024    |
| ↘11 633 | ↘11 475 | ↘11 395 | ↘11 352 | ↘11 312 | ↗11 454 | ↗12 194 | ↗12 794 | ↗12 873 | ↗12 928 |

На 1 января 2025 года по численности населения город находился на 839-м месте из 1124 городов Российской Федерации.
Национальный состав
Согласно переписи населения 2010 года: русские — 86,5 %, украинцы — 5,0 %, белорусы — 4,5 %, азербайджанцы — 0,6 %, татары — 0,4 %, литовцы — 0,4 %, армяне — 0,3 %, немцы — 0,3 %, поляки — 0,2 %, чуваши — 0,2 %, корейцы — 0,2 %, остальные — 1,4 %.
По итогам переписи населения 2020 года проживали следующие национальности (национальности менее 0,1 % и другое, см. в сноске к строке «Другие»):
| Национальность | Численность, чел. | Доля     |
| -------------- | ----------------- | -------- |
| Русские        | 11 128            | 86,98 %  |
| Украинцы       | 336               | 2,63 %   |
| Белорусы       | 234               | 1,83 %   |
| Азербайджанцы  | 112               | 0,88 %   |
| Татары         | 46                | 0,36 %   |
| Узбеки         | 46                | 0,36 %   |
| Армяне         | 40                | 0,31 %   |
| Немцы          | 28                | 0,22 %   |
| Литовцы        | 28                | 0,22 %   |
| Поляки         | 22                | 0,17 %   |
| Корейцы        | 19                | 0,15 %   |
| Чуваши         | 16                | 0,13 %   |
| Другие         | 739               | 5,76 %   |
| Итого          | 12 794            | 100,00 % |

## Транспорт

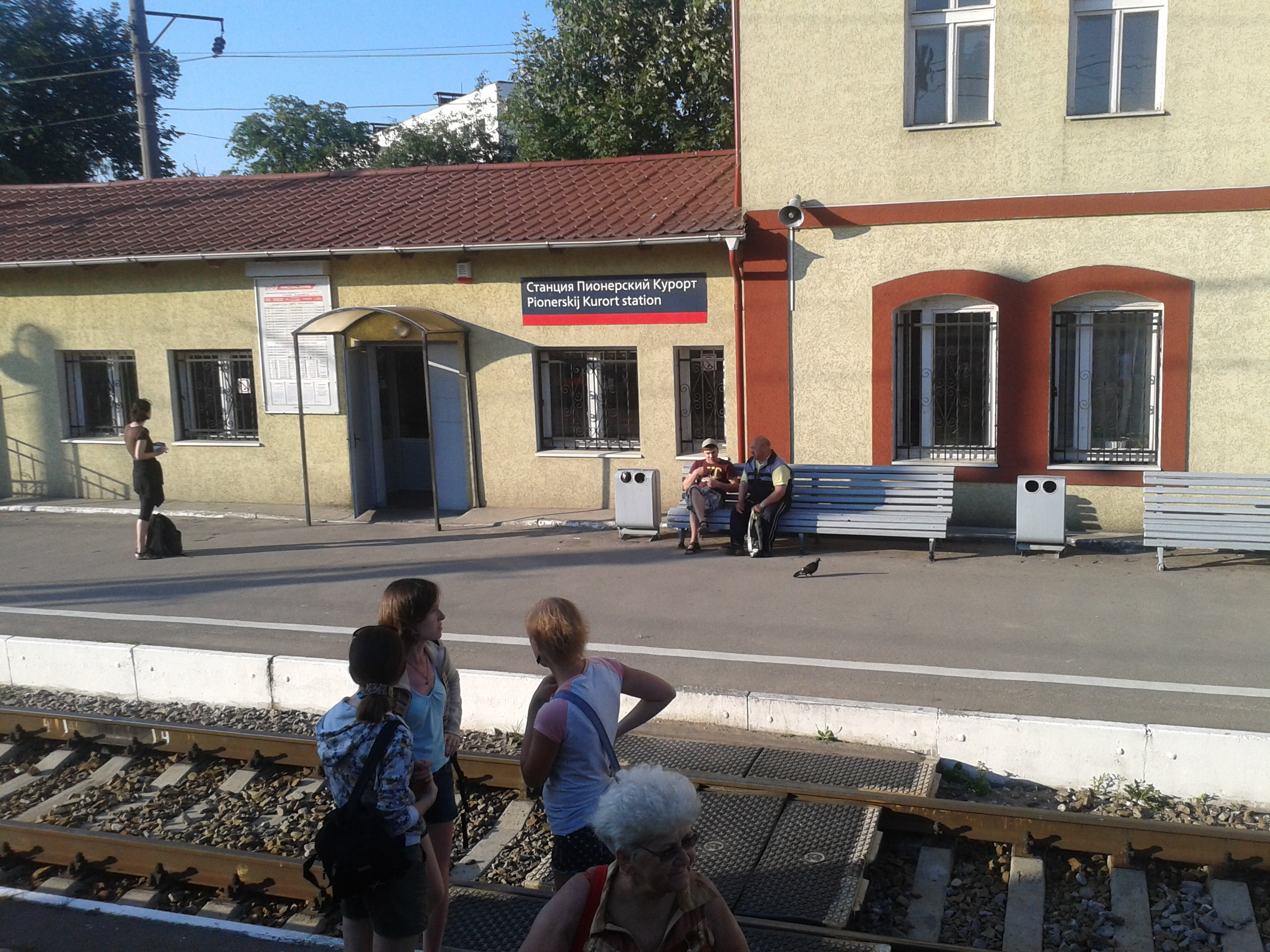
Здание ЖД Вокзала

В Пионерском расположена станция Пионерский курорт Калининградской железной дороги. Эта станция относится к железнодорожной линии Калининград — Зеленоградск — Светлогорск.
В 2011 году построено ответвление к Пионерску автомагистрали Приморское кольцо. Город связан автобусными маршрутами со Светлогорском (маршруты 587, 596, 288), Калининградом (маршрут 119), Зеленоградском (маршруты 587, 596), Балтийском (маршрут 587).
В Пионерске расположен морской рыбный порт. В 2009 году на реконструкцию порта будет выделено 580 миллионов рублей. Планируется строительство марины для яхт и оборудования порта для приёма круизных судов.
В январе 2025 года запущена регулярная паромная линия Пионерск — Санкт-Петербург (терминал Морской Фасад) с 6 кругрейсами в месяц.

## Города-побратимы
- Устка (Польша)
- Бартошице (Польша) 2000 г.

## Достопримечательности
- Городской историко-археологический музей «Рантава»

В Городском историко-археологическом музее «Рантава» проходят выставки, встречи с интересными людьми, демонстрируются документальные видеофильмы о городе Пионерске и его жителях.
- Здание почты Нойкурена

Здание почты построено в Нойкурене в начале XX века. Постановлением Правительства Калининградской области от 23 марта 2007 года № 132 здание почты получило статус объекта культурного наследия местного (муниципального) значения. Расположен на улице Комсомольская, 15. В настоящее время первый этаж здания используется по прямому назначению, на втором и третьем этажах расположены жилые квартиры.
- Памятник авиаторам Балтики

Памятник авиаторам Балтики установлен на улице Шаманова в мае 2015 года с целью увековечения памяти о частях Военно-воздушных сил дважды Краснознамённого Балтийского флота, базировавшихся в послевоенные годы на территории современного города Пионерского.
Центром композиции является пикирующий штурмовик Ил-2. Металлическая конструкция, несущая уменьшенную в пять раз модель военного самолёта, имитирует штурмовку позиций противника. На переднем плане композиции наклонно установлена гранитная памятная плита с надписью: «Авиаторам Балтики». Территория перед памятником вымощена тротуарной плиткой, по сторонам установлены скамьи. У тротуара перед памятником установлен информационный стенд.
- Мемориальный комплекс на братской могиле советских воинов

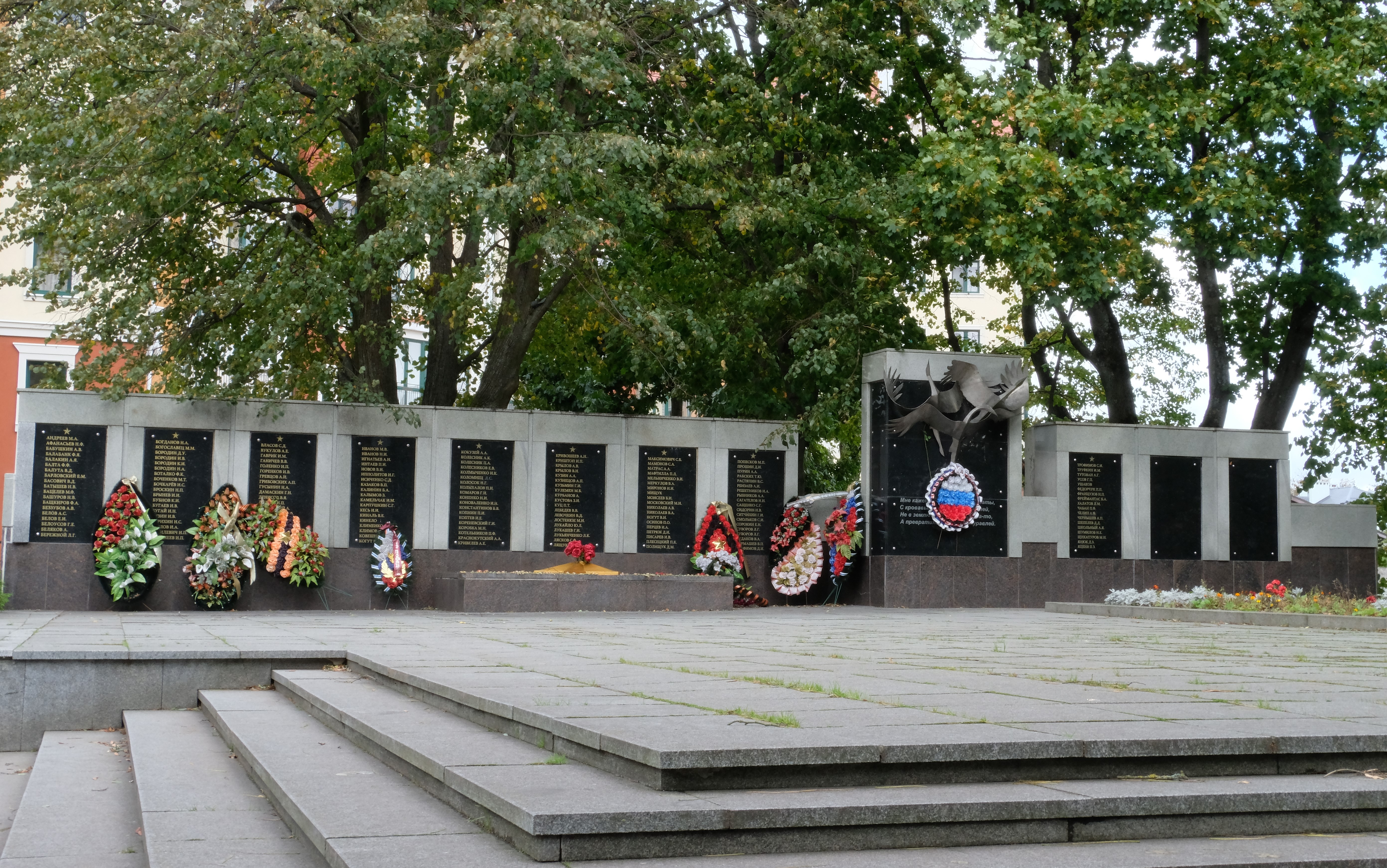
Мемориальный комплекс на братской могиле советских воинов

Братская могила образовалась в ходе боевых действий. В послевоенные годы в братскую могилу были перезахоронены останки из воинских захоронений в Куликове 10 воинов, из Заостровья 1 воина. Захоронено более 170 воинов. Памятник на братской могиле в Пионерске установлен в 1950 году, мемориальный комплекс работы архитекторов Ю. Флягина и Л. Сафоновой создан в 1971 году, перестроен в 2010 году.
Невысокая, прямоугольная в плане терраса размером 15 на 20 м выложена бетонными плитами. В центре композиции расположен обелиск с изображением летящих журавлей и надписью.
Слева от обелиска расположена мемориальная стена с установленными на ней мемориальными досками с фамилиями захороненных воинов, перед стеной — чаша Вечного огня. Справа от обелиска — стена с мемориальной доской с фамилиями захороненных, перед которой разбита клумба.
Постановлением Правительства Калининградской области от 23 марта 2007 года № 132 мемориальный комплекс на братской могиле советских воинов получил статус объекта культурного наследия местного (муниципального) значения.
На плиты мемориала ошибочно занесены фамилии ряда военнослужащих, погибших в различных районах области, а также в Польше (Бартенштайн, Браунсберг, Эльбинг).
- Памятник рыбаку

Памятник рыбаку ныне установлен в Пионерске на въезде в город со стороны шоссе «Приморское кольцо». Изначально памятник был установлен в центре фонтана на постаменте из валунов в Кранце на месте современного кафе «Роза ветров». С послевоенного времени и до 2015 года памятник находился у поворота на Пионерск по шоссе Калининград — Светлогорск.
- Памятник во славу морякам

Памятник расположен в городе около городского историко-археологического музея «Рантава». В центре композиции установлен валун с памятной доской, справа и слева от которого на постаментах из камней расположены якоря. Надпись на памятной доске была написана И. Пантюховым.
- Памятник участникам локальных войн

Памятник участникам локальных войн установлен в Пионерске севернее здания администрации городского округа. В центре круглой в плане клумбы на невысоком трёхступенчатом постаменте установлен валун, на лицевой стороне которого укреплены барельеф и памятные доски с надписями:
«Участникам локальных войн.
Куба, Египет, Сирия, Ангола, Афганистан, Чечня.
Ильин П. В., Егоров А. М.»
- Памятник Ленину

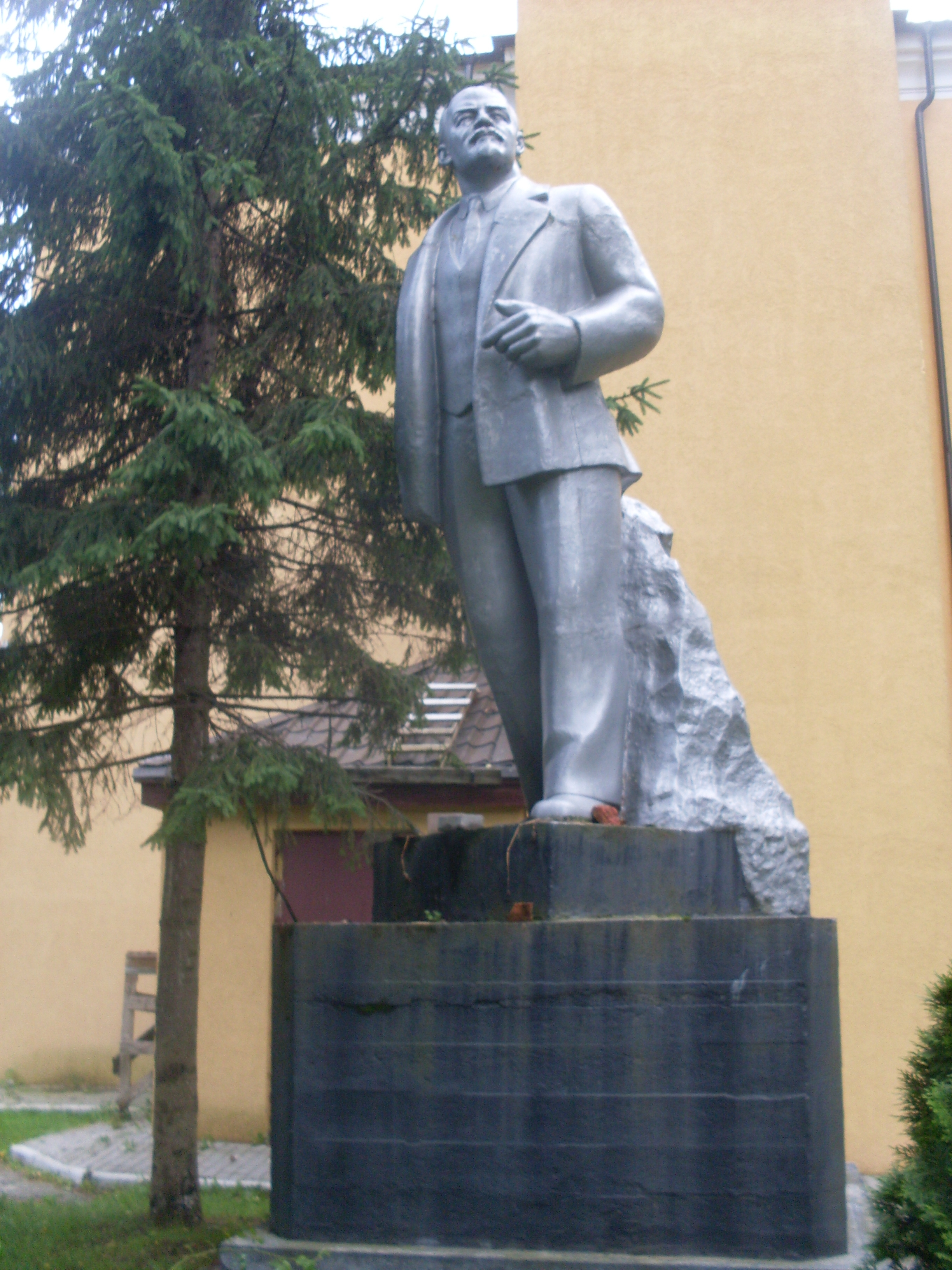
Памятник Ленину

Памятник Владимиру Ильичу Ленину установлен в Пионерске на улице Комсомольской около здания детского ортопедического санатория.
- Памятник Калинину

Бюст Михаила Ивановича Калинина установлен в Пионерске в 1960-е годы.
- Камень Щека

Камень Щека — валун, находится в ущелье «Розеншлухт» (Ущелье Роз), недалеко от мыса Купального. Его можно заметить при спуске по тропинке к морю, с правой стороны. «Вангенштайн» — такое название носил этот мегалит в довоенное время, что в переводе с немецкого и означает «Камень-Щека».
- Камень Лжи

Камень Лжи — гигантский камень-валун, расколотый на две неравные части, расположен на левом берегу реки Чистой (Лакбах), известен несколько веков. Своим названием камень обязан легенде, уходящей корнями в прусские времена: человек, сказавший неправду, не сумеет пройти через расщелину.
Существует версия, что в древности камень служил входом на территорию святилища или захоронения.
- Храм Тихвинской иконы Божией Матери